# Van Rysel-Roubaix
Van Rysel-Roubaix (código UCI: VRR) es un equipo ciclista profesional francés de categoría Continental.

## Material ciclista
El equipo utiliza bicicletas Lapierre.

## Clasificaciones UCI
A partir de 2005 la UCI instauró los Circuitos Continentales UCI, donde el equipo ha estado desde el año 2007 (año de su fundación), registrado dentro del UCI Europe Tour. Estando únicamente en las clasificaciones del UCI Europe Tour Ranking. Las clasificaciones del equipo y de su ciclista más destacado son las siguientes:

### UCI Africa Tour
| Temporada | Clasificación por equipos | Mejor corredor   | Posición |
| 2007-2008 | 17.º                      | Jean-Marc Bideau | 137.º    |

### UCI Europe Tour
| Temporada | Clasificación por equipos | Mejor corredor      | Posición |
| 2006-2007 | 55.º                      | Yauheni Hutarovich  | 115.º    |
| 2007-2008 | 59.º                      | Paul Moucheraud     | 371.º    |
| 2008-2009 | 45.º                      | Mickaël Larpe       | 164.º    |
| 2009-2010 | 15.º                      | Cédric Pineau       | 11.º     |
| 2010-2011 | 39.º                      | Steven Tronet       | 164.º    |
| 2011-2012 | 48.º                      | Fabien Schmidt      | 197.º    |
| 2012-2013 | 63.º                      | Julien Duval        | 199.º    |
| 2013-2014 | 16.º                      | Baptiste Planckaert | 38.º     |
| 2015      | 18.º                      | Baptiste Planckaert | 12.º     |
| 2016      | 23.º                      | Rudy Barbier        | 28.º     |
| 2017      | 23.º                      | Jérémy Leveau       | 109.º    |
| 2018      | 40.º                      | Julien Antomarchi   | 167.º    |
| 2019      | 32.º                      | Pierre Barbier      | 240.º    |

## Palmarés
Para años anteriores, véase Palmarés del Van Rysel-Roubaix

### Palmarés 2025

#### Circuitos Continentales UCI
| Fechas | Circuito | Carreras | Ganador |

#### Campeonatos nacionales
| Fechas | Carreras | Ganador |

## Plantilla

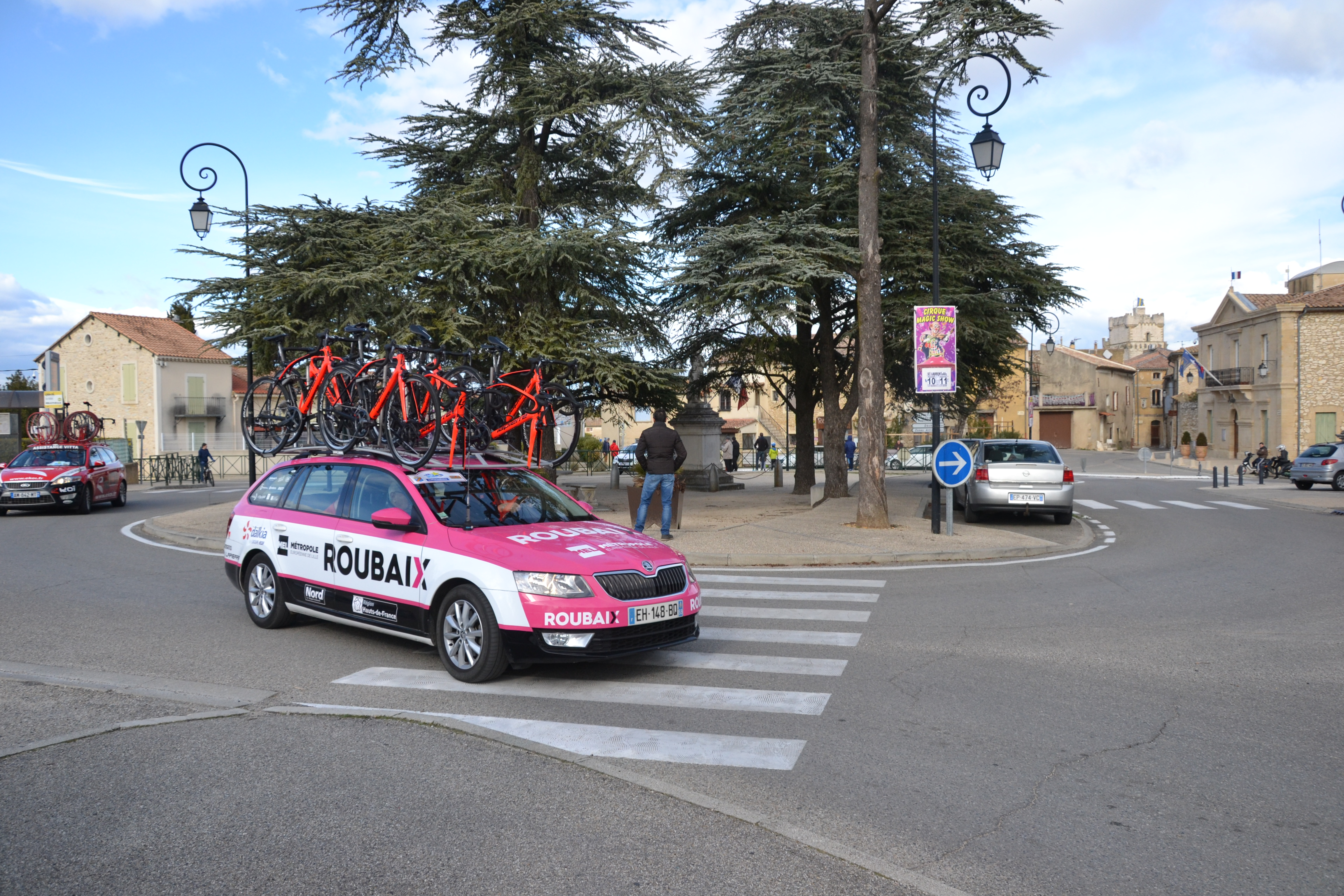
Coche del equipo

Para años anteriores, véase Plantillas del Van Rysel-Roubaix Lille Métropole

### Plantilla 2025
| Nombre              | Nacimiento | Nacionalidad | Equipo 2024                     |
| Rait Ärm            | 31/03/2000 | Estonia      | Van Rysel-Roubaix               |
| Daniel Årnes        | 06/06/2000 | Noruega      | Uno-X Mobility Development Team |
| Kévin Avoine        | 14/11/1997 | Francia      | Van Rysel-Roubaix               |
| Rémi Capron         | 18/06/2000 | Francia      | Van Rysel-Roubaix               |
| Célestin Guillon    | 07/04/1996 | Francia      | Van Rysel-Roubaix               |
| Maxime Jarnet       | 06/09/1998 | Francia      | Van Rysel-Roubaix               |
| Maximilien Juillard | 13/12/2001 | Francia      | Van Rysel-Roubaix               |
| Kenny Molly         | 24/12/1996 | Bélgica      | Van Rysel-Roubaix               |
| Emmanuel Morin      | 13/03/1995 | Francia      | Van Rysel-Roubaix               |
| Baptiste Planckaert | 28/09/1988 | Bélgica      | Intermarché-Wanty               |
| Valentin Tabellion  | 23/03/1999 | Francia      | Van Rysel-Roubaix               |
| Killian Théot       | 06/06/1999 | Francia      | Neo (VC Rouen 76)               |